# Kosovokrigen
Kosovokrigen, også kaldet Kosovokonflikten, var en krig, som blussede op mellem 22. april 1996 og 11. juni 1999 i Kosovo samt dele af det daværende Jugoslavien (bestående af Serbien og Montenegro) og var en del af de krige, der prægede Jugoslaviens opløsning.
Kosovokrigen betegner ofte to forskellige og i flere tilfælde parallelle militære konflikter; en borgerkrig, der medførte en international intervention i Kosovo. De to konflikter var:
1. 1996–1999: Konflikt mellem serbere og jugoslaviske sikkerhedsstyrker på den ene side og albanere domineret af Kosovos befrielseshær (UCK) på den anden. UCK's mål var vha. guerillakrigstaktikker at løsrive Kosovo fra Jugoslavien og dermed serbisk kontrol for at skabe en selvstændig stat.
2. 1999: NATO ledet bombardement af jugoslaviske mål mellem 24. marts og 10. juni.[5] Under NATOs angreb fortsatte UCK styrkerne kampene mod de jugoslaviske styrker, samtidigt fandt en massiv fordrivelse af Kosovos albanske befolkning sted.

## Baggrund
Konflikten tog sin begyndelse I begyndelsen af 1990’erne, da den daværende jugoslaviske regering under ledelse af Slobodan Milošević indskrænkede det selvstyre, den serbiske provins Kosovos ellers var garanteret ifølge forfatningen. Medlemmer af provinsens albansktalende majoritet igangsatte protestaktioner og udråbte i trods den selvstændige stat "Republikken Kosovo", der blev anerkendt af nabolandet Albanien som den eneste stat. Den serbiske regering svarede igen ved at kræve alle offentligt ansatte af albansk afstamning afskediget i Kosovo samt andre former for chikane. Dette førte til en eskalering i konflikten og medførte voldelige sammenstød mellem albanere og serbere.

## Guerillakrig
Omkring 1996 blev det tydeligt, at et stigende antal Kosovo-albanere, især i visse geografiske områder og især blandt de yngre, mente, at tiden var inde til en militær rejsning. Nogle begik handlinger, der må karakteriseres som terroristiske, men i det store og hele forsøgte man at etablere en organiseret guerillahær under navnet UÇK, som begyndte angreb mod jugoslaviske, militære mål. Det betød, at det jugoslaviske militær iværksatte en besættelse af hele provinsen, som blev efterfulgt af flere tilfælde af vold mod den albanske befolkning. I 1999 igangsatte de jugoslaviske styrker en operation, der skulle fordrive hele den albanske befolkning fra Kosovo.
Der var, så vidt det kan formodes, flere hensigter med guerillakrigen:
- Man ville genere serberne og udvirke, at nogle af dem forlod Kosovo,

- man ville fremkalde en samling om en mere aktivistisk politik og på længere sigt en omfattende rejsning i den albanske befolkning,

- og man ville provokere serberne til at overreagere, hvilket man håbede på ville fremkalde politisk og eventuelt også militær intervention fra udlandet.

I 1998 forsøgte serberne at undertrykke guerillaerne, bl.a. ved et angreb og en massakre på Jashari-familien 5. marts 1998. Massakren virkede imidlertid modsat og medvirkede til, at UÇK fik en større tilslutning, og til at guerillakrigen blev udvidet hen over sommeren.
I 1990'erne blev der indledt en række forsøg på at bilægge striden fra international side, og i efteråret 1998 overbeviste den amerikanske diplomat Richard Holbrooke Sloboban Milošević om, at Serbien skulle iværksætte en ensidig våbenhvile og trække tropperne tilbage. Derefter blev der indsat en overvågningsmission fra OSCE.

### Massakren i Racak og forhandlingerne i Rambouillet
I januar 1999 fandt man flere end 40 dræbte albanere uden for landsbyen Racak. Det er ikke endelig klarlagt, hvem der dræbte albanerne, eller under hvilke omstændigheder det skete, men lederen af OSCE's overvågningsmission, amerikaneren William Walker erklærede straks efter, at han var kommet til stede, at der måtte være tale om en serbisk massakre på civile.
Massakren førte, hvad enten der var tale om manipulation eller ej, til, at USA m.fl. indkaldte til forhandlinger i Rambouillet. Forhandlingerne resulterede ikke i en aftale mellem de stridende parter, men USA m.fl. fremlagde et aftaleudkast, som den albanske side skrev under på.

## NATOs intervention
Parternes mødtes endnu engang i begyndelsen af 1999 til forhandlinger i Frankrig. Dette mæglingsforsøg mislykkedes, og den 24. marts indledte NATO et luftangreb på mål i Jugoslavien. Disse mål inkluderede militære og civile installationer i hele landet og forårsagede store ødelæggelser af den jugoslaviske infrastruktur.
Interventionen blev gennemført på initiativ af USA og England, men med tilslutning af de øvrige NATO-lande, heriblandt Danmark. Interventionen var ikke i overensstemmelse med gældende international ret, som – på det tidspunkt – forudsatte, at sådanne interventioner skulle være besluttet af FN's Sikkerhedsråd.
Den militære intervention blev gennemført som en luftkrig mod militære og efterhånden også civile mål i Kosovo, Serbien og Montenegro. Bombardementerne medførte ikke kun militære tab, men også at civile blev dræbt, fx blev op til 50 personer dræbt, da en bombe ramte en albansk flygtningelejr. Blandt de øvrige civile mål var radio- og tv-stationer, partihovedkvarterer og broer. Også den kinesiske ambassade i Beograd blev bombet. Fra amerikansk side blev det hævdet, at der var tale om en fejltagelse, og at man havde villet bombe et militært lager. Man måtte efterfølgende undskylde over for Kina og betale en erstatning. Nogle iagttagere mener imidlertid, at der ikke var tale om et tilfældigt angreb, men om at man ville ramme militær kommunikation.  
Serbien gav op i sommeren 1999, og der blev indgået en aftale, der efterfølgende blev tiltrådt af Sikkerhedsrådet med resolution 1244. Derved blev invasionen ikke formelt anerkendt, men det militære resultat blev tydeligvis accepteret. 10. juni fik de jugoslaviske styrker ordre fra Milošević til at forlade Kosovo. Det anslås, at omkring 850.000 albanere og 200.000 serbere blev fordrevet fra deres hjem som følge af denne konflikt.
Straks efter blev der indsat en NATO-ledet militær landstyrke Kosovo Force (KFOR) til at sikre fredens opretholdelse, serbisk tilbagetrækning og afvæbning af  UÇK. Endvidere blev der etableret et civilt styre, UNMIK, United Nations Interim Administration Mission in Kosovo, der er en FN-ledet organisation, der består af komponenter fra EU, OSCE m.fl.
UNMIK ledes af en Særlig Repræsentant for FN's generalsekretær. Blandt dem, der har været Særlig Repræsentant, er to danskere, tidligere forsvarsminister Hans Hækkerup og Søren Jessen-Petersen.

## Efterspil
Det mest umiddelbare problem efter kamphandlingernes ophør var det store antal flygtninge, der opholdt sig i nabolandet Albanien. Det blev dog løst relativt hurtigt; allerede inden tre uger, var omkring 500.000 albanere vendt hjem, og i november 1999 vurderede FN’s flygtningehøjkommissariat, at 808.913 af de 848.100 var vendt tilbage.
Den tilbageværende serbiske befolkningsgruppe i Kosovo frygtede dog at blive udsat for forfølgelser af albanerne som hævn. Desuden måtte medlemmer af mindretalsgrupperne roma, tyrkere og bosniakker flygte efter voldshandlinger fra albansk side. Jugoslavisk Røde Kors havde registreret 247.391 primært serbiske flygtninge i november 1999. NATO havde tidligt indsat 45.000 soldater under FN’s overhøjhed (UNMIK) som led i en fredsbevarende mission, og denne nye flygtningestrøm efter konfliktens ophør var derfor et alvorligt tilbageslag for missionen. Desuden har tilstedeværelsen af internationale tropper i Kosovo ifølge Amnesty International medført øget trafficking af kvinder, som er blevet seksuelt udnyttet. 
Det er desuden blevet anslået, at ca. 1.000 serbere og romaer er blevet myrdet eller er forsvundet siden 12. juni 1999. Kriminelle bander og hævngerrige enkeltpersoner har stået bag en del af disse tilfælde, men personer med tilknytning til UCK har også været involverede. 

## Konsekvenser
Kosovokrigen fik flere både politiske og militære konsekvenser. Kosovos status forblev uafklaret, og formelt var provinsen stadig en del af den nuværende stat Serbien, men den serbiske regering havde i realiteten ingen indflydelse på administrationen af området. Kosovo blev indtil den 17. februar 2008 regeret som et FN-protektorat som ledtes af en udpeget FN-guvernør. Den albanske befolkning ville have en afklaring med hensyn til Kosovos afhængighed, og den 17. februar 2008 erklærede de sig uafhængige fra Serbien.
Milošević overlevede umiddelbart krigen som regeringschef, men de facto tabet af Kosovo var et vigtigt element i den folkelige modstand mod hans styre, der kort efter blussede op i Serbien. En revolte i 2000 resulterede i, at han blev afsat, og kort efter blev han arresteret og udleveret til Den Internationale Domstol i Haag. Slobodan Milošević blev stillet for retten her, sigtet for krigsforbrydelser, bl.a. for de handlinger, den jugoslaviske hær udførte i Kososvo. Milošević døde dog 11. marts 2006, inden sagen blev afgjort.
Trods den umiddelbare militære succes åbenbarede krigen en række svagheder i NATO-samarbejdet. En af dem var de europæiske medlemmers afhængighed af hjælp fra amerikansk militær, idet størstedelen af alle militære kamp- og ikke-kamp-situationer behøvede amerikansk involvering. Moderne præcisionsbomber var desuden en mangelvare. Kritikere i USA mente, endda at alliancens beslutningsproces baseret på konsensusafgørelser virkede hæmmende og betød, at kampagnen blev forsinket.